# Becks (Nouvelle-Zélande)
Pour les articles homonymes, voir Becks.
Becks est une petite localité de la région d’ Otago, située dans l’île du Sud de la Nouvelle-Zélande. 

## Situation
Elle est localisée sur le trajet de la route State Highway 85 (en), à 16 km au nord-est de la ville d’Omakau et juste à l’ouest de l’endroit où la route nationale franchit la rivière  Manuherikia.
Elle siège sur le trajet du 45e parallèle sud.

## Histoire
L’ancien «White Horse Hotel» dans la ville de Becks fut établi en 1864 par John Nixon Becks, et est enregistré dans Heritage New Zealand en Catégorie II de la liste des bâtiments du patrimoine.
Le centre-ville était initialement appelé : «White Horse», du fait de la présence de la maison publique mais fut plus tard changé pour celui d’une personnalité locale .